# میشل رینگ
میشل رینگ (انگلیسی: Michelle Ring؛ زادهٔ ۲۸ نوامبر ۱۹۶۷) بازیکن فوتبال اهل کانادا است.
وی همچنین در تیم ملی فوتبال زنان کانادا بازی کرده‌است.